# Lucia Popp
Lucia Popp (em eslovaco, Lucia Poppová); Záhorská Ves, 12 de novembro de 1939 — Munique, 16 de novembro de 1993) foi uma notável soprano eslovaca, naturalizada austríaca.
Começou sua carreira como soprano soubrette e, mais tarde, tornou-se  soprano lírico leve e  soprano lírico - coloratura, com um repertório centrado em  Richard Strauss e Wagner. Sua carreira incluiu performances na Ópera Estatal de Viena, no Metropolitan Opera, Covent Garden e no Alla Scala. Ela casou-se duas vezes e faleceu em 1993, aos cinquenta e quatro anos, em decorrência de um tumor cerebral
Popp inicialmente ingressou na Academia da Bratislava para estudar drama. Ela começou a receber lições de canto como uma mezzo-soprano, sua voz começou a mostrar registros altos então faz sua estréia profissional como Rainha da Noite em Die Zauberflöte (Mozart) na Bratislava. Em 1963, Herbert von Karajan a convidou a ir para a Ópera Estatal de Viena, onde ela fez sua estréia como Barbarina em Le Nozze di Figaro (Mozart) e em 1979 ela foi nomeada Kammersängerin". Ela fez sua estréia no Covent Garden em 1966 como Oscar, em Un Ballo in Maschera (Verdi), e no Metropolitan Opera, em 1967, como Rainha da Noite.
Durante a década de 1970, Popp tornou-se uma soprano lírica de coloratura. E na década de 1980 ela começou a cantar obras mais pesadas, como Eva em Die Meistersinger von Nürnberg de Richard Wagner. Popp também cantou em outros papéis, incluindo: Zdenka e Arabella em Arabella (Richard Strauss); Susanna e Contessa em Le Nozze di Figaro (Mozart), Rainha da Noite e Pamina em Die Zauberflöte (Mozart); Zerlina, Donna Elvira, e  Donna Anna em Don Giovanni (Mozart); Adele e Rosalinde em Die Fledermaus (Strauss); Annchen e Agathe em Der Freischütz (Weber); e Sophie e Marschallin em Der Rosenkavalier  (Strauss).  